# Salvia elegans
Espèce
Classification phylogénétique
Salvia elegans, la Sauge ananas, est une espèce de plantes à fleurs de la famille des Lamiacées, du genre des sauges. C'est une plante vivace originaire du Mexiqueet du Guatemala (dans les bois de pins et chênes de Madrean et de Mésoamérique), à une altitude comprise entre 1800 et 2700 m.

## Description

### Appareil végétatif
La Sauge ananas est une plante arbustive vivace mesurant jusqu'à 2 m de haut. Ses tiges à section carrée, revêtues d'une couleur légèrement pourprée, sont densément pourvue de petits poils fins très doux. Ses feuilles d'un vert clair, dentées et velues, mesurent de 5 cm à 10 cm de long.

### Appareil reproducteur
Ses fleurs sont rouges et tubulaires. Elles séduisent les colibris et les papillons; on a remarqué que la sauge ananas était une des trois espèces les plus visitées par les colibris dans les massifs montagneux au climat tempéré du centre du Mexique.

## Utilisations

### Médicales
La Sauge ananas est considérée pour ces propriétés digestive, hypoglycémiante, anti-périssante, anti-inflammatoire et comme stimulants hormonal, tonique et nerveux.

### Alimentaire
La Sauge ananas est utilisée pour son parfum qui rappelle celui de l'ananas afin d'aromatiser des recettes de cuisine,,. Reste à vérifier si les deux parfums ont des points communs dans leur formule chimique.

### Phytochimie
Composition de l'huile essentielle de Salvia Elegans: acide caféique et ses dérivés, comme l'acide rosmarinique et l'acide salvianolique, flavones.